# FutureSex/LoveSounds
FutureSex/LoveSounds es el segundo álbum de estudio del cantante y compositor estadounidense Justin Timberlake, publicado el 17 de noviembre de 2005 por la discográfica Jive Records. Tras una pausa de dos años, durante la cual Timberlake se sintió incapaz de grabar nuevas canciones, volvió a trabajar con el productor Timbaland. Junto al protegido de este último, Danja, los tres fueron los principales autores de FutureSex/LoveSounds cuyo contenido fue grabado mayoritariamente en los estudios Thomas Crown de Timbaland. Aunque comparte algunas temáticas con el álbum debut de Timberlake, Justified (2002), FutureSex/LoveSounds es más diverso en su música. Mezcla R&B y pop con techno, funk y elementos de rock, siendo este último género la principal inspiración de Timberlake durante la grabación del disco. Las repeticiones y los interludios que se intercalan en las canciones del álbum fueron un intento de los productores por canalizar las influencias de Timberlake, entre las cuales se incluyen David Bowie y Prince.
FutureSex/LoveSounds recibió reseñas generalmente positivas de los críticos, los cuales destacaron sus influencias y sus sonidos eclécticos. Del álbum se publicaron seis sencillos que rindieron exitosamente en las listas de popularidad, entre los cuales están los que alcanzaron el número uno en el Billboard Hot 100 de Estados Unidos: «SexyBack», «My Love» y «What Goes Around... Comes Around». La revista Rolling Stone lo ubicó en el número cuarenta y seis de su lista de los mejores álbumes de los años 2000. Además, recibió nominaciones a varios premios Grammy, incluyendo el de álbum del año y mejor álbum de pop vocal. FutureSex/LoveSounds ha sido certificado como multiplatino en varios países y ha vendido más de diez millones de copias en el mundo, con cuatro millones vendidas únicamente en Estados Unidos. El álbum ha sido añadido a la biblioteca musical y archivo del Salón de la Fama del Rock and Roll.

## Antecedentes

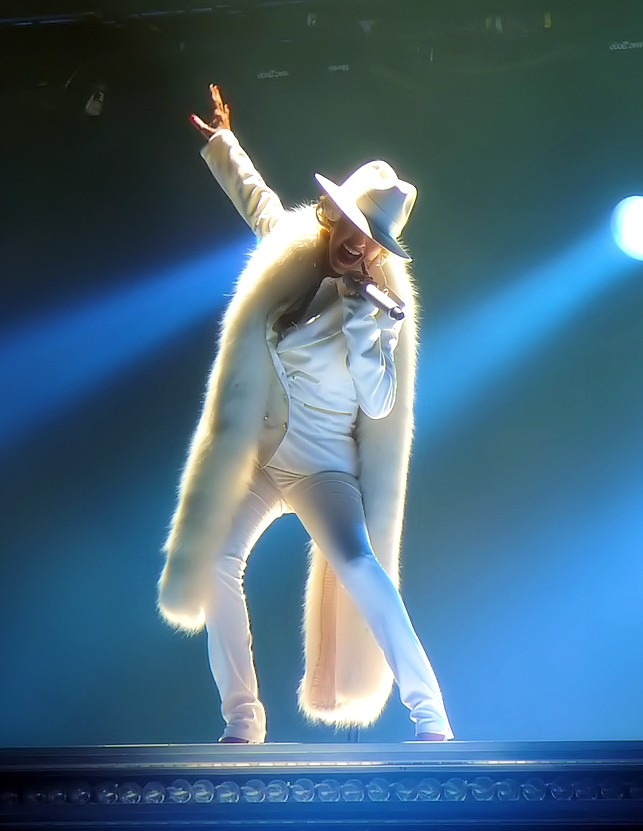
Timberlake tomó un rumbo similar al de Christina Aguilera, en tomarse tiempo e innovar entre álbumes.

En noviembre de 2002, Timberlake consolidó su salida de la boy band *NSYNC con el lanzamiento de su álbum debut en solitario Justified, el cual ha vendido más de diez millones de copias en todo el mundo y desprendió grandes éxitos como «Cry Me a River» y «Rock Your Body», los cuales alcanzaron las primeras cinco posiciones en la lista estadounidense Billboard Hot 100 y la británica UK Singles Chart, siendo el primero al que se le acredita el éxito del disco por la posible relación de la letra con su exnovia Britney Spears, catalogada como una de las más grandiosas canciones de ruptura de todos los tiempos. Sin embargo, pese al éxito que gozó con la agrupación y con su primer disco en solitario, Timberlake sintió que «estaba perdiendo su voz [en una manera artística], no le gustaba lo que estaba haciendo con ella», declaración que preocupó al productor y amigo Timbaland. Además, el intérprete declaró que no estaba dispuesto a preparar un nuevo material al año siguiente del lanzamiento de un álbum que le tomó «como dos décadas creando» y que lo «quemó» prematuramente, razón por la que decidió desarrollar su parte actoral en el cine antes de aceptar el reto de producir un nuevo disco que supere el éxito de su predecesor, pues Timberlake confesó que le gusta tomarse tiempo para trabajarlo y crear algo completamente distinto al anterior —similar a lo que hacía en ese tiempo su colega Christina Aguilera—.
Durante dos años, luego de haber concluido la promoción de su primer álbum, Timberlake incursionó en producciones cinematográficas y en actuaciones en televisión, quedando inactivo de la música. En octubre de 2003, organizó y fue el músico invitado en el programa nocturno de variedades Saturday Night Live, donde mostró sus potenciales de actuación y su sentido humorístico con el actor y comediante estadounidense Jimmy Fallon en el sketch The Barry Gibb Talk Show y, después del espectáculo, se informó que Timberlake estaba «repleto» de ofertas de actuación en películas, las cuales aceptó, en parte, porque necesitaba inspiración y no quería dejar pasar las oportunidades de interpretar «personajes que considero geniales de hacer», pues el artista confesó, en una entrevista con MTV, que «siempre estoy pensando en ideas y escribiendo y creando música y siempre tenía una guitarra o un teclado en el remolque cuando estaba descansando». Durante su tiempo de inactividad musical, el artista participó en cuatro películas, tales como Edison (2005) y Alpha Dog (2006); en la última, Timberlake interpreta, junto a Bruce Willis, el papel protagónico de un pandillero asesino con un lado suave, cuya actuación la comparó el director Nick Cassavetes con «un joven John Travolta en Saturday Night Fever». A finales de 2004, los productores Rich Harrison y Rodney Jerkins contactaron al intérprete para trabajar con él en su nuevo disco, ya que ellos estaban asombrados por su talento y habilidad y estaban dispuestos a participar de inicio a fin.

## Grabación
En 2005, Timberlake se sintió inspirado para grabar canciones de nuevo por el «estado triste» de la radio pop, dado el tipo de canciones que reproducían allí y que él consideraba que así no quería que sonara su nuevo material, por lo que su deseo de experimentar con música surgió. De acuerdo con MTV, Timberlake no definió el rumbo que tomaría el disco hasta que recurrió al productor Timbaland, a pesar de que ya había iniciado labor con Rick Rubin y Will.i.am. En noviembre de dicho año, Timberlake visitó los flamantes estudios de grabación que Timbaland recién había inaugurado en Virginia Beach, siendo esta su segunda colaboración para un álbum de Timberlake, luego de haber producido cuatro pistas para Justified, incluyendo el sencillo «Cry Me a River» (2003).
Una vez en el estudio, el intérprete con sus productores no tenían una idea clara sobre qué trataría el álbum, pues no se discutían conceptos o algo en concreto, ni siquiera el título del disco, pues lo único que tenían en mente era «Cry Me a River» para esbozar el nuevo material. Timberlake aseguró que si pudiera hacer un álbum «a la altura» de Justified, lo haría; de hecho, le pidió a Timbaland que «si podría hacer cinco o seis veces una [canción como] "Cry Me a River"», aunque el artista sabía que el productor no era de esos que «retrocede para hacer este tipo de retos». Mientras estaba en el estudio, Timbaland tocó en el estéreo muchas canciones del cantante y músico estadounidense Prince para que Timberlake y Danja las escucharan. Al principio de sus sesiones, solo habían improvisaciones «al aire y sin sentido», pero luego de que el último tocara un riff de guitarra, llamó la atención de Timberlake, quien luego comenzó a tararear la melodía y luego cantó la letra, mientras Timbaland añadió progresivamente tambores al sonido y, después de una hora y sin letras escritas en papel, Timberlake grabó una canción que se convertiría en «What Goes Around... Comes Around», luego de que el cantante dijera en un principio: «Hagamos otro "Cry Me a River"».

## Producción

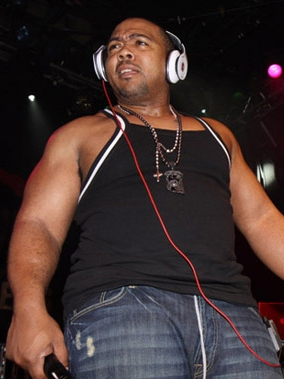
Timbaland volvió a colaborar con Timberlake para la producción de otro material del último.

La producción oficial para FutureSex/LoveSounds comenzó en diciembre de 2005, a la vez que el presidente de Jive Records, Barry Weiss, le preguntó al artista cuándo se completaría el álbum, a lo que respondió que posiblemente podría llevar un año. El título del disco no estaba pensado hasta que el sello discográfico le puso fecha límite al intérprete para ello, surgiendo «FutureSex/LoveSounds» como nombre del álbum, ya que, de acuerdo con Timberlake, «[el título] Purple Rain ya fue elegido». En otras declaraciones, el cantante reveló que la portada y el folleto del álbum son como una «editorial de moda; trajes de YSL y Gucci que acompañan los sonidos», las cuales las tomó el fotógrafo de moda estadounidense Terry Richardson. La portada del disco presenta al cantante en un traje blanco y negro en un fondo claro, destrozando furiosamente una bola de disco con su pie derecho.
Para el proyecto, Timberlake colaboró con solo unos pocos productores y, sin planes concretos, el objetivo de Timberlake para el álbum era «capturar momentos con un sonido vívido, crudo y fuera de serie»; además, dado su desempeño como productor, administró las sesiones de grabación con «su fórmula habitual, que en cierto modo, no es una fórmula en sí» y descritas como «de flujo libre». En su colaboración con Timbaland, Timberlake afirmó que entre ellos «existe una conexión muy interesante cuando de música se trata», llegando a componer en diez días alrededor de ocho a nueve canciones con las letras, melodías y voces, mientras que en un plazo de tres semanas, el equipo pudo producir canciones como «My Love», «SexyBack» y «Sexy Ladies». Por otro lado, a diferencia de su álbum predecesor que se grabó en seis semanas, FutureSex/LoveSounds tardó alrededor un año para su terminación. En cuanto a su innovación y desafío, Timbaland apodó el material como el «Thriller 2006», dado que sintió que podría tener el mismo impacto que el exitoso trabajo de Michael Jackson, Thriller (1982), en especial porque la admiración de Timberlake por él se ve influenciada en su carrera, llegando a presentarse juntos en vivo en escenario y rendir homenaje en un fragmento de la sexta pista del álbum, «Chop Me Up».
Durante las sesiones para el álbum, Timberlake trabajó junto a Rick Rubin y Will.i.am; este último era miembro del grupo de hip hop The Black Eyed Peas, cuyo sencillo de 2003, «Where is the Love?», contó con la participación vocal de Timberlake. Luego de ese proyecto, los dos decidieron unirse para crear el dúo de producción llamado «Jawbreakers», el cual produjo cuatro canciones para FutureSex/LoveSounds, aunque solaamente una figuró en la edición estándar, titulada «Damn Girl». Por otro lado, el actor Chris Rock le recomendó a Timberlake contactar al productor Rick Rubin, quien lo había visto presentándose en el Festival de Música de Coachella, en California. El intérprete acudió al estudio del cantautor Neil Diamond, donde Rubin le mostró unas maquetas musicales, dentro de las cuales había una balada que se convertiría en «(Another Song) All Over Again».

## Composición

### Música e influencias
Durante la producción de FutureSex/LoveSounds, Timberlake se interesó en la música rock. Esta inspiración fue usada en su enfoque al grabar las canciones y no al componerlas. Timberlake reveló que deseaba interpretar los temas como un cantante de rock, no como uno de rythm and blues. Sobre sus influencias, aseguró que Justified estaba caracterizado por Michael Jackson y Stevie Wonder, mientras que FutureSex/LoveSounds se acercaba más a David Bowie y Prince. Entre sus influencias se encuentran el vocalista de INXS, Michael Hutchence, Arcade Fire, David Byrne, The Killers, The Strokes y Radiohead.
Aunque Timberlake manifestó interés en grabar las canciones con influencias del rock, Timbaland dudó inicialmente de la idea porque no estaba acostumbrado a producir ese tipo de música. No obstante, sugirió la producción de un puñado de temas para no alienarse de los seguidores de Timberlake, quienes lo relacionaban más con un estilo urbano. Debido a esta preocupación, produjeron varios bises, repeticiones y preludios influenciados por el rock en vez de canciones enteras con ese estilo.
En cuanto al sonido de FutureSex/LoveSounds, «My love», la segunda canción compuesta, marcó la dirección del disco. Danja reveló que cambió todo el álbum y la energía liberada de esa canción se sostuvo durante todo el proceso. De su inspiración para fusionar rythm and blues con música trance en el álbum, Danja declaró:

I heard dance and techno and was always interested in it but didn't really know where to go. But I went to a club one night and saw that people were losing their mind to these dance tracks. It wasn't really that I wanted to mimic that sound. I just wanted to have that energy and have people going crazy. So I knew the fusion was putting R&B with trance.
He oído dance y techno y siempre estuve interesado en ellos, pero realmente no sabía adónde ir. Pero acudí a un club una noche y vi a que la gente perdía la cabeza con esas canciones. Realmente no quería imitar ese sonido. Solo quería tener esa energía y a esa gente volviéndose loca. Así que supe que la fusión sería mezclar rythm and blues con trance.
Danja.

A diferencia de su álbum anterior que estaba destinado a enfocarse en los géneros rythm and blues y pop, FutureSex/LoveSounds se concentra menos en un sonido en particular, representando así un rango mayor. Timberlake explica que es más amplio debido a que quiso mezclar varios estilos con el suyo propio. Musicalmente complejo, FutureSex/LoveSounds es una fusión de rap, rock, funk, soul, góspel, new wave, ópera y música universal. El semanario Entertainment Weekly recalcó que el sonido del álbum es un punto de partida desde 'N Sync y Justified. A pesar de que «What goes around» suena similar a Justified, Timberlake admitió que es la única canción del álbum que comparte ese parecido.
Los críticos notaron que las influencias y estilos variaban a través de las canciones del álbum. El tema que le da el título al álbum, «FutureSex/LoveSounds», incorpora el new wave de comienzos de los años 1980 con el rock industrial. Por su parte, «Sexy ladies» toma el funk del sonido Minneapolis. Otra canción funk en el álbum es el sencillo principal, «SexyBack», cuyo estilo es descrito por Timberlake como «club funk». En tanto, el tema «Damn girl», que fue producido por los Jawbreakers, incorpora música soul de los años 1960. El góspel se encuentra en «Losing my way», que es la única canción del álbum que incluye arreglos corales.

### Letras y contenidos
La mayoría de las letras de las canciones no fueron escritas en papel porque Timberlake creía que eso solo lo retrasaría más. Para la mayor parte del álbum, Timberlake mentalizaba la letra de las canciones para grabarlas poco tiempo después. Algunas piezas fueron conceptualizadas en poco tiempo, mientras que otras demoraron más porque Timberlake quería incorporar variaciones. Por ejemplo, la letra de «Losing my way» tiene un estilo narrativo que le tomó más tiempo a Timberlake. La única canción que Timberlake escribió en papel fue «(Another song) All over again». El productor de ese tema, Rick Rubin, sintió que fue inusual para Timberlake porque le pidió que escribiera la letra primera en vez de interpretarla directamente en la cabina de grabación.
Compartiendo ciertos conceptos con Justified, FutureSex/LoveSounds contiene canciones que son temáticamente basadas en ese álbum y, de acuerdo a Timberlake, motivadas por el sexo y el amor. La editora de MTV News, Jennifer Vineyard, asegura que el álbum ilustra cómo el sexo y el amor son intercambiables, inmutables, contradictorios y complementarios, todo al mismo tiempo. La primera mitad del disco, FutureSex, se concentra en temas como el sexo, que son evidentes en canciones como «FutureSex/LoveSound», «LoveStoned», «Damn girl» y «Sexy ladies». La segunda mitad, LoveSounds, representa el lado tierno del álbum, con canciones como «My love», «Until the end of time» y «What goes around... Comes around». En tanto, «LoveStoned» hace la transición a un preludio de dos minutos para «I think she knows».
A pesar de que los temas del sexo y el amor predominan en el álbum, la canción «Losing my way» diverge en un tópico más serio que fue inspirado por un documental sobre la adicción a la metanfetamina que Timberlake vio. Por otra parte, «(Another song) All over again» rinde homenaje al músico de soul Donny Hathaway de acuerdo a Timberlake.
La letra de «What goes around... Comes around» está pensada para tener un significado similar a «Cry me a river». En una entrevista, Timberlake reveló que la pieza estaba basada en la experiencia de un amigo. «My love» también fue considerada similar a «Cry me a river». Timberlake aseguró en varias entrevistas que el álbum no era autobiográfico, aunque sus experiencias le sirvieron de inspiración para componer algunas canciones.

## Lanzamiento y promoción

### Publicidad
FutureSex/LoveSounds fue lanzado al mercado mundial el 12 de septiembre de 2006. La edición estándar del álbum incluyó una advertencia Parental Advisory en su portada debido a algunos contenidos explícitos, aunque una versión suavizada fue publicada el mismo día.
Más de un año después del lanzamiento inicial, el 27 de noviembre de 2007, se puso a la venta una edición de lujo del álbum. Esta versión contenía tres canciones adicionales, cada uno de ellos con un artista invitado. Uno de los temas es una regrabación de «Until the end of time», esta vez a dúo con Beyoncé. También en la edición de lujo se incluyó un DVD con presentaciones en vivo de Timberlake e imágenes tras bambalinas de cuatro videos musicales, entre ellos «SexyBack» y «What goes around...». El disco de esta no tiene contenido explícito.
De acuerdo a la revista Billboard, la compañía a cargo de Jive Records, Sony BMG, ofreció setenta y un productos diferentes relacionados con FutureSex/LoveSounds. Esto se hizo para evitar la disminución de las ventas de álbumes físicos. Aparte del propio disco, el proyecto incluía una versión digital, tonos de llamada, fondos de pantalla y canciones individuales.
Antes, el lanzamiento de un artista se hacía en menos de diez formatos. En años recientes, la estrategia de las diferentes versiones ha sido aplicada ampliamente en la industria musical. En el libro de 2010 The music industry: Music in the cloud, el cual examina este fenómeno, el escritor Patrik Wikström usó a FutureSex/LoveSounds como ejemplo. Para este proyecto, un total de ciento quince versiones o productos fueron comercializados. Según la Federación Internacional de la Industria Fonográfica, en el 2008, FutureSex/LoveSounds había vendido más de 19.000.000 de unidades a nivel mundial, con un 20% correspondiente a discos compactos.

### Sencillos
Cinco sencillos fueron publicados, comenzando con «SexyBack», que fue lanzado el 7 de julio de 2006, dos meses antes de comercializarse el álbum. En cuanto a la canción, Timberlake supuso que no sonaba como sus trabajos anteriores. «SexyBack», que carece del distintivo falsete de Timberlake, fue vista como una desviación de su reconocido sonido y los ejecutivos discográficos temían que el público no la reconociera como una «canción de Justin Timberlake». A pesar de eso, la idea de divulgarla como primer sencillo le interesó al cantante e insistió en que así fuera. El ejecutivo de Jive, Barry Weiss, quien inicialmente dudó de la sugerencia, aseguró después en una entrevista que, aunque se trataba de un álbum inusual, fue un riesgo que valió la pena.
«SexyBack» fue sucedido por el lanzamiento de «My love» en el tercer trimestre de 2006 y por «What goes around... Comes around» a comienzos dele 2007. La publicación de sencillos de la edición estándar del álbum tomó un año, durante el cual se lanzó el cuarto single «LoveStoned». Cuando la edición de lujo fue puesta a la venta, una versión de «Until the end of time» a dúo con Beyoncé fue lanzada el mismo mes. El lado B de este sencillo incluyó el preludio «Set the mood», el cual se yuxtapone a «Summer love» en la lista de canciones del álbum. La publicación en Europa de «Until the end of time» omitió a «Set the mood» y, en su lugar, se puso a «Summer love» como doble lado A.
Comercialmente, los primeros tres sencillos del álbum han sido los más exitosos en el mercado musical estadounidense. Cada uno alcanzó el puesto número uno en la lista de popularidad Billboard Hot 100, dándole a Timberlake el crédito de ser el único artista en conseguir esa hazaña desde que el músico de rhythm and blues, Usher, lograra ubicar cuatro sencillos en el número uno entre febrero y diciembre de 2004. «SexyBack» y «My love» entonces fueron certificados con disco multiplatino por la Recording Industry Association of America, un logro catalogado como «raro» debido a la piratería que prolifera en Internet, la cual ha hecho difícil sobrepasar la marca del millón de copias vendidas en la industria musical.

## Recepción

### Comercial
FutureSex / LoveSounds fue lanzado en los Estados Unidos el 12 de septiembre de 2006.  El álbum debutó en el número uno en el Billboard 200, el funcionario álbum gráfico de EE. UU., con más de 684.000 álbumes en su primera semana. Este fue el primer tiempo de Timberlake en el número uno como solista tras alcanzar un máximo en el número dos con Justified en el año 2002. El segundo álbum de estudio ha vendido más de cuatro millones de unidades en los Estados Unidos, y ha sido certificado en tiempo de platino cuatro por el de la Industria Discográfica Association of America, y más de 14 millones de ventas mundiales.

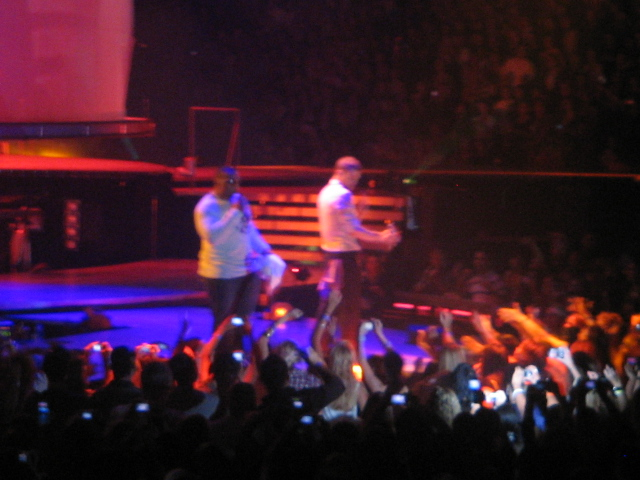
Timbaland y Justin Timberlake interpretando "SexyBack" durante la gira FutureSex/LoveShow.

FutureSex/LoveSounds fue el décimo octavo álbum más vendido de 2006 en los Estados Unidos. A nivel internacional, el álbum fue también bien recibido, siendo BMG mayor Sony álbum más vendido de 2006 y se convirtió en el álbum más vendido de la historia de iTunes y rompió el récord de todos los tiempos para una semana de ventas de un álbum digital, que anteriormente estaba en manos de Coldplay. El álbum debutó en el número uno en Australia, y desde entonces, fue cinco veces disco de platino, otorgado por la Asociación de la Industria de Grabación de Australia con los envíos de más de 350.000 unidades. FutureSex/LoveSounds es la venta el álbum-cuarto mejor treinta de 2006 en Australia, y la tercera al año siguiente. En Europa, el álbum alcanzó su punto máximo dentro de los 10 mejores en la mayoría de los países.  El álbum debutó en el número uno en Irlanda y el Reino Unido, y también abrió en el número dos en Suecia y Suiza. Una versión de lujo del álbum fue lanzado el 27 de noviembre de 2007. La edición renovada ofrece varios invitados, incluyendo una versión dueto de " Until the End of Time" con Beyoncé Knowles y la versión remix de "Sexy Ladies" con la vocales de 50 Cent. La versión de lujo del álbum fue liberado como un digipak. Se incluyó un DVD extra con actuaciones en directo de Timberlake, videos musicales de todos los álbumes de sencillos, excepto "Hasta el fin de los tiempos" y "Chop Me Up", y metrajes tras las cámaras de algunos videos musicales. En esta versión, tanto el CD y el DVD contienen las versiones limpias de las canciones. "SexyBack", "My Love", "What Goes Around... Comes Around", "Summer Love", "LoveStoned/I Think She Knows", "Until the End of Time", and "Chop Me Up". Siete sencillos fueron liberados de FutureSex/LoveSounds, "SexyBack", "My Love", "What Goes Around... Comes Around", "Summer Love", "LoveStoned/I Think She Knows". Los primeros tres sencillos consecutivos fueron números uno en el Billboard Hot 100, convirtiendo a Timberlake el primer artista masculino en tener tres o más números uno consecutivos de un álbum desde que Usher lo logró en 2004. En enero de 2007 se embarcó en la gira FutureSex/LoveShow que incluyó como invitados a los artistas Three 6 Mafia, T.I., y Danja.

### Crítica
La colaboración de Timberlake con Timbalandha recibido respuestas mixtas de los críticos. Una revisión de los EE. UU. diario The New York Times dice: "¿Qué tan bien el señor Timberlake y Timbaland trabajan juntos? Tan bien que puede hacer que incluso el mundo de percusión más irritantes de instrumentos, la caja de ritmos humana, el sonido bastante."  En octubre de 2006 de la Vibe revista, un crítico ha dicho", Timberlake y Timbaland [...] escribir canciones tan exitosas. En octubre de 2006 de la británica revista musical Q, una revisión de los estados, "[El álbum es un] conjunto de visión de futuro que recuerda pop de O 'El signo de tiempos de la era de Michael Jackson, había nacido el príncipe del pop. "  Ben Williams, de Nueva York la revista elogió a Justin Timberlake como uno de los cantantes blancos que es valiente para producir música negra. Stephen Thomas Erlewine de la base de datos de música en línea Allmusic comentó que Timberlake tiene "un musical visión clara" en el álbum.
Katy Kroll de la revista de música Billboard, dice: "A pesar de la mezcla de ritmos de baile, líneas de bajo fuertes y voz aceptable en ocasiones marcada por lo mundano R & B, canciones como" Until the End of Time, "hay mucho más gemas pop que slow jams sonido. puede ser un poco diferentes, pero la música de sex-appeal de los restos de una fuerza a tener en cuenta." Robert Christgau de la revista Rolling Stone la revista comentó que aunque "algunos de los tempo cosas coquetea-con mecánica muscular-flexión", de Timberlake "lo mejor nuevas canciones son emocionantes". 
En 2007, el álbum recibió cuatro nominaciones a los premios Grammy, incluyendo Álbum del año y Álbum pop vocal. Timberlake perdido los dos, sin embargo, ganó la Mejor grabación dance por la canción "SexyBack" y Mejor colaboración rap sung / a " My Love ".  El año siguiente en los Grammy, " What Goes Around... Comes Around "fue nominada a Grabación del año; Timberlake ganó Mejor interpretación vocal pop Masculino por la misma canción y otra Mejor Grabación Dance por " LoveStoned / Ella piensa que sabe ".  La revista Rolling Stone magazine lista de FutureSex/LoveSounds como 26 entre 2006 los 50 mejores discos del año.

## Gira
Justin realizó una intensa gira mundial, FutureSex/LoveShow, para promocionar el álbum a lo largo del año 2007.

## Lista de canciones
- Edición Internacional

| FutureSex/LoveSounds |                                                |                                                           |                              |          |  |
| N.º                  | Título                                         | Escritor(es)                                              | Productor (es)               | Duración |  |
| 1.                   | «FutureSex/LoveSounds»                         | Justin Timberlake; Timothy Mosley; Nate Hills             | Timberlake; Timbaland; Danja | 04:01    |  |
| 2.                   | «SexyBack» (con Timbaland)                     | Timberlake; Mosle; Hills                                  | Timberlake; Timbaland; Danja | 04:02    |  |
| 3.                   | «Sexy Ladies/Let Me Talk to You (Prelude)»     | Timberlake; Mosle; Hills                                  | Timberlake; Timbaland; Danja | 05:32    |  |
| 4.                   | «My Love» (con T.I.)                           | Timberlake; Mosle; Hills                                  | Timberlake; Timbaland; Danja | 04:36    |  |
| 5.                   | «LoveStoned/I Think She Knows (Interlude)»     | Timberlake; Mosle; Hills                                  | Timberlake; Timbaland; Danja | 07:24    |  |
| 6.                   | «What Goes Around... Comes Around (Interlude)» | Timberlake; Mosle; Hills                                  | Timberlake; Timbaland; Danja | 07:28    |  |
| 7.                   | «Chop Me Up» (con Timbaland & Three 6 Mafia)   | Timberlake; Mosle; Hills; Jordan Houston; Paul Beauregard | Timberlake; Timbaland; Danja | 05:04    |  |
| 8.                   | «Damn Girl» (con will.i.am)                    | Timberlake; William Adams; J.C. Davis                     | Timberlake; will.i.am        | 05:12    |  |
| 9.                   | «Summer Love/Set the Mood (Prelude)»           | Timberlake; Mosle; Hills                                  | Timberlake; Timbaland; Danja | 06:24    |  |
| 10.                  | «Until the End of Time» (con Beyoncé)          | Timberlake; Mosle; Hills                                  | Timberlake; Timbaland; Danja | 05:22    |  |
| 11.                  | «Losing My Way»                                | Timberlake; Mosle; Hills                                  | Timberlake; Timbaland; Danja | 05:22    |  |
| 12.                  | «(Another Song) All Over Again»                | Timberlake; Matthew Morris                                | Timberlake; Matthew Morris   | 05:45    |  |

| Bonus track |                         |                                          |                              |          |  |
| N.º         | Título                  | Escritor(es)                             | Productor (es)               | Duración |  |
| 13.         | «Pose» (con Snoop Dogg) | Timberlake; Mosle; Hills; Calvin Broadus | Timberlake; Timbaland; Danja | 04:47    |  |

## Posicionamiento en listas

### Semanales
| País              | Lista                          | Mejor posición | Semanas en la lista | Ref.   |
| ----------------- | ------------------------------ | -------------- | ------------------- | ------ |
| América           |                                |                |                     |        |
| Canadá            | Canadian Albums                | 1              | 33                  | [ 41 ] |
| Estados Unidos    | Billboard 200                  | 1              | 104                 | [ 42 ] |
| Estados Unidos    | Digital Albums                 | 1              | 42                  | [ 43 ] |
| Estados Unidos    | Top R&B/Hip-Hop Albums         | 1              | 80                  | [ 44 ] |
| Asia              |                                |                |                     |        |
| Japón             | Oricon Albums                  | 18             | 26                  | [ 45 ] |
| Taiwán            | Taiwan CD Top 20               | 2              | —                   | [ 46 ] |
| Europa            |                                |                |                     |        |
| Alemania          | Top 100 Deutsche Albums        | 6              | 85                  | [ 47 ] |
| Austria           | Ö3 Austria Top 75 Albums       | 5              | 61                  | [ 48 ] |
| Bélgica (Flandes) | Ultratop 200 Albums            | 5              | 89                  | [ 49 ] |
| Bélgica (Valonia) | Ultratop 200 Albums            | 4              | 81                  | [ 50 ] |
| Dinamarca         | Tracklisten Top Albums         | 3              | 59                  | [ 51 ] |
| Escocia           | Scottish Top 100 Albums        | 2              | 63                  | [ 52 ] |
| España            | Top 100 Álbumes                | 30             | 4                   | [ 53 ] |
| Europa            | European Top 100 Albums        | 1              | —                   | [ 54 ] |
| Finlandia         | Finnish Album Top 50           | 5              | 30                  | [ 55 ] |
| Francia           | French Top 200 Albums          | 5              | 101                 | [ 56 ] |
| Grecia            | IFPI Greek Albums Top 50       | 7              | 35                  | [ 57 ] |
| Hungría           | Top 40 album-lista             | 20             | 21                  | [ 58 ] |
| Irlanda           | Irish Top 75 Albums            | 1              | 80                  | [ 59 ] |
| Italia            | Italian Album Top 100          | 7              | 75                  | [ 60 ] |
| Noruega           | VG-lista                       | 5              | 48                  | [ 61 ] |
| Países Bajos      | Jaaroverzichten Top 100 Albums | 4              | 46                  | [ 62 ] |
| Polonia           | Oficjalna Sprzedaży Albumów    | 1              | 30                  | [ 63 ] |
| Portugal          | Portuguese Albums Top 30       | 20             | 10                  | [ 64 ] |
| Reino Unido       | UK Albums Top 75               | 1              | 76                  | [ 65 ] |
| República Checa   | IFPI Cz Albums Top 100         | 12             | 46                  | [ 66 ] |
| Suecia            | Sverigetopplistan              | 2              | 60                  | [ 67 ] |
| Suiza             | Schweizer Hitparade            | 2              | 83                  | [ 68 ] |
| Oceanía           |                                |                |                     |        |
| Australia         | Australian Albums Top 50       | 1              | 84                  | [ 69 ] |
| Nueva Zelanda     | NZ Top 50 Albums               | 4              | 77                  | [ 70 ] |

### Anuales
| País              | Lista                             | Posición | Ref.    |
| 2006              | 2006                              | 2006     | 2006    |
| ----------------- | --------------------------------- | -------- | ------- |
| Alemania          | Top 100 Album-Jahrescharts        | 42       | [ 71 ]  |
| Australia         | ARIA Top 100 Albums               | 34       | [ 72 ]  |
| Austria           | Jahreshitparade                   | 68       | [ 73 ]  |
| Bélgica (Flandes) | Ultratop 200 Albums               | 37       | [ 74 ]  |
| Bélgica (Valona)  | Ultratop 200 Albums               | 66       | [ 75 ]  |
| Estados Unidos    | Billboard 200                     | 18       | [ 76 ]  |
| Estados Unidos    | Digital Albums                    | 4        | [ 77 ]  |
| Estados Unidos    | Top R&B/Hip-Hop Albums            | 13       | [ 78 ]  |
| Europa            | European Top 100 Albums           | 20       | [ 79 ]  |
| Francia           | Top Albums Annuel                 | 73       | [ 80 ]  |
| Irlanda           | IRMA                              | 15       | [ 81 ]  |
| [ nota 2 ]        | Top 50 Global Best Selling Albums | 5        | [ 82 ]  |
| Nueva Zelanda     | NZ Top 40 Albums                  | 19       | [ 83 ]  |
| Países Bajos      | Jaaroverzichten - Album           | 33       | [ 84 ]  |
| Reino Unido       | UK Albums Top 200                 | 25       | [ 85 ]  |
| Suecia            | Sverigetopplistan                 | 23       | [ 86 ]  |
| Suiza             | Schweizer Jahreshitparade         | 27       | [ 87 ]  |
| 2007              |                                   |          |         |
| Alemania          | Top 100 Album-Jahrescharts        | 10       | [ 88 ]  |
| Australia         | ARIA Top 100 Albums               | 3        | [ 89 ]  |
| Austria           | Jahreshitparade                   | 27       | [ 90 ]  |
| Bélgica (Flandes) | Ultratop 200 Albums               | 10       | [ 91 ]  |
| Bélgica (Valona)  | Ultratop 200 Albums               | 31       | [ 92 ]  |
| Estados Unidos    | Billboard 200                     | 7        | [ 93 ]  |
| Estados Unidos    | Digital Albums                    | 10       | [ 94 ]  |
| Estados Unidos    | Top R&B/Hip-Hop Albums            | 10       | [ 95 ]  |
| Europa            | European Top 100 Albums           | 4        | [ 96 ]  |
| Francia           | Top Albums Annuel                 | 35       | [ 97 ]  |
| Hungría           | Összesített album lista           | 90       | [ 98 ]  |
| Italia            | Italian Top Albums                | 21       | [ 99 ]  |
| [ nota 2 ]        | Top 50 Global Best Selling Albums | 14       | [ 100 ] |
| Nueva Zelanda     | NZ Top 40 Albums                  | 6        | [ 101 ] |
| Países Bajos      | Jaaroverzichten - Album           | 93       | [ 102 ] |
| Reino Unido       | UK Albums Top 200                 | 16       | [ 103 ] |
| Suecia            | Sverigetopplistan                 | 22       | [ 104 ] |
| Suiza             | Schweizer Jahreshitparade         | 14       | [ 105 ] |
| 2008              |                                   |          |         |
| Alemania          | Top 100 Album-Jahrescharts        | 98       | [ 106 ] |
| Australia         | ARIA Top 100 Albums               | 65       | [ 107 ] |
| Estados Unidos    | Billboard 200                     | 125      | [ 108 ] |
| Estados Unidos    | Top R&B/Hip-Hop Albums            | 65       | [ 109 ] |

### Decenales
| País           | Lista               | Posición | Ref.    |
| 2000s          | 2000s               | 2000s    | 2000s   |
| -------------- | ------------------- | -------- | ------- |
| Australia      | ARIA Top 100 Albums | 29       | [ 110 ] |
| Estados Unidos | Billboard 200       | 60       | [ 111 ] |

### Todos los tiempos
| País           | Lista         | Posición | Ref.    |
| -------------- | ------------- | -------- | ------- |
| Estados Unidos | Billboard 200 | 97       | [ 112 ] |

### Certificaciones
| América        |                  |          |   |         |         |
| Brasil         | ABPD             | Oro      | 1 | 50 000  | [ 113 ] |
| Canadá         | MC               | Platino  | 5 | 500 000 | [ 114 ] |
| Estados Unidos | RIAA             | Platino  | 4 | 4 000   | [ 115 ] |
| Asia           |                  |          |   |         |         |
| Hong Kong      | IFPI — Hong Kong | Oro      | 1 | 7500    | [ 116 ] |
| Japón          | RIAJ             | Oro      | 1 | 100 000 | [ 117 ] |
| Rusia          | NFPP             | Diamante | 1 | 200 000 | [ 118 ] |
| Europa         |                  |          |   |         |         |
| Alemania       | BVMI             | Platino  | 2 | 400 000 | [ 119 ] |
| Austria        | IFPI — Austria   | Oro      | 1 | 10 000  | [ 120 ] |
| Bélgica        | BEA              | Platino  | 2 | 60 000  | [ 121 ] |
| Dinamarca      | IFPI — Dinamarca | Platino  | 2 | 40 000  | [ 122 ] |
| Europa         | IFPI — Europa    | Platino  | 1 | 1 000   | [ 123 ] |
| Finlandia      | IFPI — Finlandia | Oro      | 1 | 15 000  | [ 124 ] |
| Francia        | SNEP             | Platino  | 1 | 100 000 | [ 125 ] |
| Hungría        | MAHASZ           | Oro      | 1 | 10 000  | [ 126 ] |
| Irlanda        | IRMA             | Platino  | 6 | 90 000  | [ 127 ] |
| Polonia        | ZPAV             | Platino  | 1 | 20 000  | [ 128 ] |
| Portugal       | AFP              | Oro      | 1 | 10 000  | [ 129 ] |
| Reino Unido    | BPI              | Platino  | 3 | 900 000 | [ 130 ] |
| Suiza          | IFPI — Suiza     | Platino  | 2 | 60 000  | [ 131 ] |
| Oceanía        |                  |          |   |         |         |
| Australia      | ARIA             | Platino  | 6 | 420 000 | [ 132 ] |
| Nueva Zelanda  | RMNZ             | Platino  | 3 | 45 000  | [ 133 ] |